# Libanon i olympiska sommarspelen 2000
Libanon deltog i de olympiska sommarspelen 2000 med en trupp bestående av sex deltagare, fyra män och två kvinnor, men ingen av landets deltagare erövrade någon medalj.

## Friidrott
Herrarnas höjdhopp
- Jean Claude Rabbath
  1. Kval - 2.15 (gick inte vidare)

Damernas 100 meter
- Lina Bejjani
  1. Omgång 1 - 12.98 (gick inte vidare)